# Maggie Lindemann
Margaret Elizabeth Lindemann, mer känd som Maggie Lindemann, född 21 juli 1998 i Dallas, Texas, är en amerikansk sångerska. Hennes låt "Friends Go" hamnade på en sjundeplats i Sverige och Belgien, en femteplats i Norge och Storbritannien och en tredjeplats i Nederländerna. En annan känd låt som hon har gjort är "Pretty Girl" som även har blivit remixad av gruppen Cheat Codes och CADE.